# Stephan von Ljubičić

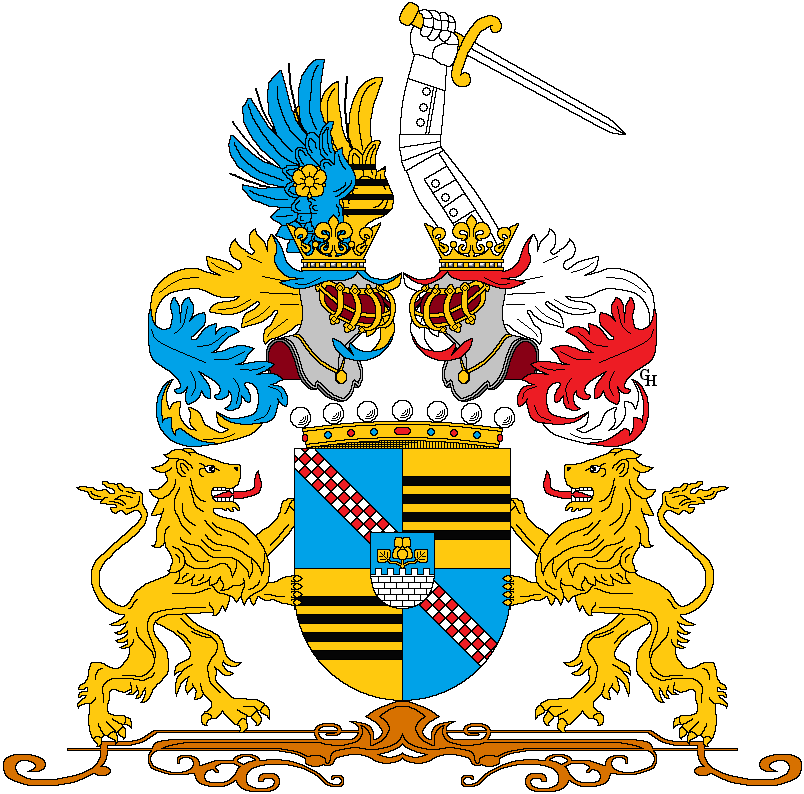
A Ljubičić-címer, 1916

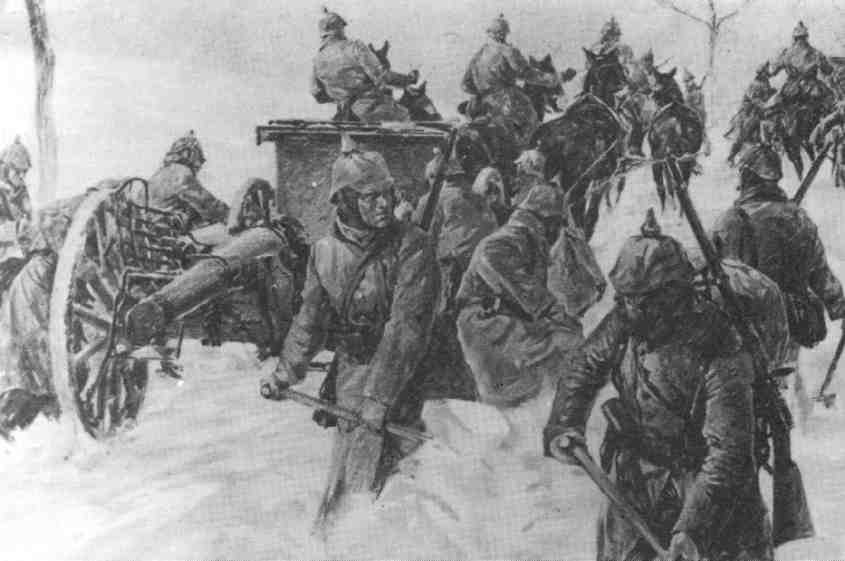
Limanovai csata, 1914. december 1-13.

Stephan Freiherr von Ljubičić (horvátul Stjepan barun Ljubičić, magyarul báró Ljubičić István) (Vrginmost, 1855. szeptember 25. – Bécs, 1935. augusztus 16.) horvát származású osztrák–magyar katonatiszt, legmagasabb rangja táborszernagy, családja szerepel a magyar bárói családok listája felsorolásban. Titkos tanácsos.

## Élete
Horvát polgári családban, egy k.k. hadnagy fiaként, a horvátországi Vrginmostban született. Katonai kiképzése a bánáti Fehértemplomban kezdődött, felsőbb hadi tanulmányait Kamenitzben és Kőszegen folytatta. Ezt követően belépett a k. u. k. Műszaki katonai Akadémiára, majd a magasabb tüzérségi tanfolyamon, a k. u. k. tüzérségi lövészeti iskolán diplomázott.
1877. szeptember 1-jén hadnagyként katonai szolgálatba lépett a 6. Tüzérezredbe, majd 1883. január 1-jétől négy évig, miközben első osztályú századossá léptették elő, 1888. május 1-jén. 1893–94-ben a krakkó erődparancsnokság vezérkari főnöke volt, majd őrnaggyá léptették elő (1894. május 1.)
1894 és 1898 között, 1896. november 1-jétől alezredesként, Ljubičić újra a hadügyminisztérium 6. Részlegéhez került.
1900. május 1-jén ezredessé lépett elő és a X. hadtest (Armeekorps) vezérkari főnöke lett (Heinrich Kummer von Falkenfeld ezredest váltotta). Ezt a posztot töltötte be 1906. május 1-én (május 8-i hatállyal) kapott vezérőrnagyi kinevezéséig, a cs. és kir.18. gyalogos dandár (k.u.k.Infanteriebrigade) parancsnokságával összekapcsolva.
1909–1910-ben a 13. honvéd gyalogoshadosztály parancsnoka volt, altábornagyi rendfokozattal (előléptetve 1910. május 1.; 17-i hatállyal). A hatálybalépése napjától az első világháború kezdetéig újra a k. u. k. Honvédelmi Minisztérium részlegvezetői posztját töltötte be.
A „nagy háború” kezdetén Ljubičić lovassági tábornokként mint Kolossváry Dezső helyettese a 45. Landwehr-Infanterie-Division (területvédelmi gyalogoshadosztály) parancsnoka volt, és 1914. október 7-én november elsejei hatállyal táborszernaggyá léptették elő. Már szeptember óta, a limanovai csata alatt a k. u. k. XI. hadtest vezénylő tábornoka volt. 1915 márciusában Ignaz Edler von Korda alakulata is irányítása alá került, így végül az ún. „Ljubičić-csapat” parancsnoka lett. 1916. augusztusban k. u. k. táborszernagyi rendfokozattal rendelkezési állományba vonult vissza.
Ljubičićot 1916. augusztus 8-án Ferenc József császár saját kezével írt levélben osztrák örökös bárói ranggal ruházta fel, amelynek alapján a címert és a megfelelő diplomát augusztus 24-én Bécsben adták ki. Megkapta, többek között, a Osztrák Császári Vaskorona-rend III. osztályát, a Katonai Érdemkeresztet, a Katonai Jubileumi Keresztet, valamint övé lett a Jubileumi Udvari Emlékérem.
Nyolcvanadik születésnapja előtt negyven nappal, Bécsben hunyt el. 1935. augusztus 20-án a Neustifter Friedhofban temették el, a római katolikus vallás szertartásai szerint.

## Családja
Felesége, Hlavács Ida két fiú és két leánygyermekkel ajándékozta meg. Egyik fia, Ljubičić Gusztáv (1901 k.–1954. augusztus 5.) a kommunista diktatúra áldozata az Új köztemető 301-es parcella hetedik sorában nyugszik. Unokája, Ljubičić Sándor mérnök (1921–2016) volt a Magyar Autóklub keretein belül a gokartsport egyik megteremtője, 1961-ben. Nemzetközi autósversenyek és a Sárga Angyalok segélyszolgálat egyik megszervezője, szakíró.

## Fordítás
Ez a szócikk részben vagy egészben  a   Stephan von Ljubičić című német Wikipédia-szócikk ezen változatának fordításán alapul.  Az eredeti cikk szerkesztőit annak laptörténete sorolja fel. Ez a jelzés csupán a megfogalmazás eredetét és a szerzői jogokat jelzi, nem szolgál a cikkben szereplő információk forrásmegjelöléseként.